# Арапи, Ренато
Ренато Арапи (алб. Renato Arapi; род. 28 сентября 1986 или 28 августа 1986, Дуррес) — албанский футболист, игравший на позиции защитника. Ныне работает в саудовском клубе «Ухуд».

## Клубная карьера
Ренато Арапи начинал свою профессиональную карьеру футболиста в 2003 году в тиранском «Динамо». 3 мая того года дебютировал в албанской Суперлиге в матче против «Теуты». В сезоне 2003/04 Арапи на правах аренды перешёл в команду албанского Первого дивизиона «Эрзени», но не сумел пробиться в её основной состав. Летом 2005 года перешёл в «Бесу», вернувшуюся в албанскую Суперлигу. В этом клубе Арапи сумел быстро стать одним из ключевых игроков, внеся свой вклад в победу «Бесы» в двух Кубках Албании. 2008 год и первую половину следующего Арапи провёл на правах аренды в клубе датского Первого дивизиона «Силькеборг». Первую половину сезона 2009/10 он на тех же правах отыграл за команду албанской Суперлиги «Шкумбини».
С начала 2011 года Ренато Арапи стал футболистом «Скендербеу», с которым 6 раз подряд выигрывал чемпионат Албании и дважды Суперкубок страны. 17 июня 2016 года Арапи подписал годичный контракт с клубом «Партизани».

## Карьера в сборной
Ренато Арапи дебютировал за сборную Албании 20 июня 2011 года в гостевом товарищеском матче против сборной Аргентины, заменив на 81-й минуте защитника Эндрита Врапи.

## Статистика выступлений

### В сборной
| Матчи и голы Ренато Арапи за сборную Албании | Матчи и голы Ренато Арапи за сборную Албании | Матчи и голы Ренато Арапи за сборную Албании | Матчи и голы Ренато Арапи за сборную Албании | Матчи и голы Ренато Арапи за сборную Албании | Матчи и голы Ренато Арапи за сборную Албании | Матчи и голы Ренато Арапи за сборную Албании |
| №                                            | Дата                                         | Место проведения                             | Соперник                                     | Счёт                                         | Голы                                         | Соревнование                                 |
| -------------------------------------------- | -------------------------------------------- | -------------------------------------------- | -------------------------------------------- | -------------------------------------------- | -------------------------------------------- | -------------------------------------------- |
| 1                                            | 20 июня 2011                                 | Монументаль, Буэнос-Айрес                    | Аргентина                                    | 0:4                                          | —                                            | Товарищеский матч                            |
| 2                                            | 14 ноября 2012                               | Стад де Женев, Женева                        | Камерун                                      | 0:0                                          | —                                            | Товарищеский матч                            |
| 3                                            | 6 февраля 2013                               | Кемаль Стафа, Тирана                         | Грузия                                       | 1:2                                          | —                                            | Товарищеский матч                            |
| 4                                            | 15 ноября 2013                               | Стадион Университета Акдениз, Анталья        | Беларусь                                     | 0:0                                          | —                                            | Товарищеский матч                            |

Итого: 4 матча / 0 голов; eu-football.info Архивная копия от 13 августа 2017 на Wayback Machine.

## Достижения
«Беса»
- Обладатель Кубка Албании (2): 2006/07, 2009/10

 «Скендербеу»
- Чемпион Албании (6): 2010/11, 2011/12, 2012/13, 2013/14, 2014/15, 2015/16
- Обладатель Суперкубка Албании (2): 2013, 2014